# Cytidin
Cytidin är en nukleosid  som bildas när cytosin är fäst vid en ribos (även känd som enribofuranos) via en β-N 1-glykosidbindning. Cytidin är en komponent i RNA. Det är ett vitt, vattenlösligt fast ämne, som endast är något lösligt i etanol.

## Kostkällor
Kostkällor för cytidin är livsmedel med högt RNA-innehåll (ribonukleinsyra), såsom inälvsmat, bryggerjäst samt pyrimidinrika livsmedel som öl. Under matsmältningen bryts RNA-rika livsmedel ner i ribosylpyrimidiner (cytidin och uridin), som absorberas intakta. Hos människor, omvandlas kostens cytidin till uridin, som förmodligen är föreningen bakom cytidins metaboliska effekter.

## Cytidinanaloger
En mängd olika cytidinanaloger är kända, vissa med potentiellt användbar farmakologi. Till exempel är KP-1461 ett anti-HIV-medel som fungerar som ett viralt mutagen, och zebularin som finns i E. coli och undersöks för kemoterapi. Låga doser av azacitidin och dess analog decitabin har visat verkan mot cancer genom epigenetisk demetylation.

## Biologisk verkan
Förutom dess roll som en pyrimidinkomponent i RNA, har cytidin visat sig kontrollera neuronalglial glutamatcykling, med tillskott minskar midfrontal/cerebral glutamat/glutaminnivåer. Som sådan har cytidin fått intresse som ett potentiellt glutamatergtantidepressivt läkemedel.